# Jessie B. Evans
Jessie B. Evans ist ein US-amerikanischer Schauspieler, Filmproduzent, Filmregisseur und Drehbuchautor.

## Leben
Evans erlangte an der Morgan State University seinen Bachelor of Science in den Fächern Öffentlichkeitsarbeit, Werbung sowie Medienverkauf und -bewertungen. An der New York Film Academy erwarb er seinen Master of Arts mit besonderen Anerkennungen im Fach Produktion. Er debütierte 2014 als Schauspieler und Filmschaffender in den Tätigkeiten eines Produzenten, Regisseurs und Drehbuchautoren im Fernsehfilm Trigger. Im selben übernahm er Tätigkeiten als Schauspieler und Produzent am Fernsehfilm Discovered. 2016 spielte er in zwei Episoden der Fernsehserie True Nightmares mit. 2017 war er in insgesamt neun Episoden in der Rolle des Kyle in der Fernsehserie The King of the Sun zu sehen. 2018 spielte er in einer Episode der Fernsehdokuserie Drug Lords mit. Neben einer Episodenrolle in der Fernsehserie Danger Force, stellte er unter anderen in den beiden Katastrophenfernsehfilmen Super Volcano und Megaquake – Kalifornien am Abgrund die Rolle des Clay dar. Diese spielte er erneut 2023 in der Fortsetzung Ice Storm – Der Beginn einer neuen Eiszeit. Außerdem erhielt er eine Episodenrolle in der Fernsehserie Young Sheldon. Seit 2023 spielt er als Javarius in der Serie Buzz Kill mit. Für die Serie fungiert er auch als Autor, Regisseur und Produzent.
Er ist Gründer der Hollywood Here, Inc und Co-Gründer der #RaiseThePercentage Initiative.

## Filmografie (Auswahl)

### Schauspiel
- 2014: Trigger (Fernsehfilm)
- 2014: Discovered (Fernsehfilm)
- 2016: Vestige (Kurzfilm)
- 2016: True Nightmares (Fernsehserie, 2 Episoden)
- 2016: Bloodline (Fernsehfilm)
- 2017: The King of the Sun (Fernsehserie, 9 Episoden)
- 2018: Relationship Status: It’s Complicated (Kurzfilm)
- 2018: Drug Lords (Fernsehdokuserie, Episode 1x03)
- 2019: Zombie
- 2022: Out of Air (Kurzfilm)
- 2022: Danger Force (Fernsehserie, Episode 2x23)
- 2022: Super Volcano (Fernsehfilm)
- 2022: Megaquake – Kalifornien am Abgrund (20.0 Megaquake, Fernsehfilm)
- 2022: Magic Hunt (Kurzfilm)
- 2023: Ice Storm – Der Beginn einer neuen Eiszeit (Ice Storm, Fernsehfilm)
- 2023: Young Sheldon (Fernsehserie, Episode 6x21)
- seit 2023: Buzz Kill (Fernsehserie)

### Produktion
- 2014: Trigger (Fernsehfilm)
- 2014: Discovered (Fernsehfilm)
- 2016: Vestige (Kurzfilm)
- 2018: The Talk (Kurzfilm)
- 2018: The Green House (Kurzfilm)
- 2020: Keep It Real (Kurzfilm)
- 2022: Out of Air (Kurzfilm)
- seit 2023: Buzz Kill (Fernsehserie)

### Drehbuch & Regie
- 2014: Trigger (Fernsehfilm)
- 2016: Bloodline (Fernsehfilm)
- 2018: The Talk (Kurzfilm)
- 2018: The Green House (Kurzfilm)
- 2022: Out of Air (Kurzfilm)
- seit 2023: Buzz Kill (Fernsehserie)